# Saint-Girons-en-Béarn
Saint-Girons-en-Béarn este o comună în sudul Franței, în departamentul Pyrénées-Atlantiques, în regiunea Aquitania. Până în 2006 numele oficial al localității era Saint-Girons.